# یواس‌اس پریوینکل (۱۸۶۴)
یواس‌اس پریوینکل (۱۸۶۴) (به انگلیسی: USS Periwinkle (1864)) یک کشتی بود که طول آن 140’ بود. این کشتی در سال ۱۸۶۴ ساخته شد.